# Parcs nationaux du Rwanda

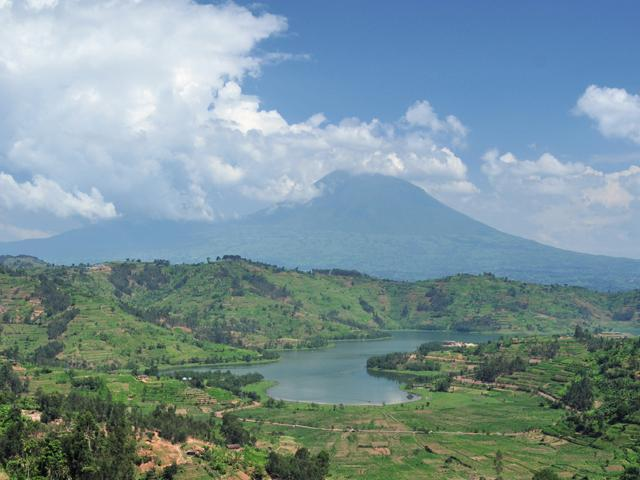
Le parc national des volcans, en arrière-plan, englobe une partie de chaîne volcanique des Virunga, le dernier habitat du gorille de montagne.

Les parcs nationaux du Rwanda sont des écosystèmes protégés et des réserves fauniques situés à l'intérieur des frontières du Rwanda, en Afrique centrale orientale. En 2020, ces zones naturelles protégées comprennent le parc national des volcans, le parc national de l'Akagera et la forêt de Nyungwe. L'entretien du système des parcs nationaux ainsi que l'infrastructure touristique et la promotion des parcs sont gérés par le Conseil de développement du Rwanda avec l'aide des ministères du gouvernement.

## Parc national des volcans
Bordant la république démocratique du Congo et l'Ouganda, dans laquelle s'étendent les montagnes des Virunga, le parc national des volcans est le plus surveillé au monde et le plus ancien d'Afrique. En combinaison avec des parcs adjacents dans les pays voisins, il est seul habitat au monde pour les gorilles de montagne, dont le nombre a augmenté au cours de la dernière décennie. Le nombre de visiteurs est strictement limité et les laissez-passer doivent être achetés, souvent longtemps à l'avance, auprès de RDB. Les singes dorés habitent également une partie séparée du parc.

## Parc national de Nyungwe
Au sud-est, le long de la frontière burundaise, le parc national de Nyungwe abrite de nombreux chimpanzés et diverses autres espèces de primates dans un environnement de forêt pluviale des hautes terres.

## Parc national de l'Akagera
La frontière orientale du Rwanda, le long du lac Victoria et la Tanzanie, est l'emplacement du parc national de l'Akagera et protège une variété de faune africaine dans un écosystème de savane, comme des girafes, des éléphants, des buffles, des babouins, des gazelles et des zèbres. Des lions ont également habité le parc mais ont été exterminés par empoisonnement pendant et après le génocide rwandais. Cependant, en 2015, sept lions ont été réintroduits dans l'Akagera.